# Alfonso de Rojas y Pascual de Bonanza
Alfonso de Rojas y Pascual de Bonanza (Alacant, 18 d'agost de 1871 - 3 d'agost de 1942) fou un advocat i polític valencià, diputat a les Corts Espanyoles durant la restauració borbònica.
Va ser un dels més importants propietaris de l'horta d'Alacant. Milità inicialment en el Partit Conservador, amb el qual fou alcalde d'Alacant de 1903 a 1905. Però, influït per José Canalejas y Méndez, el 1909 es passà al Partit Liberal, del qual el 1911 en fou nomenat cap a la província d'Alacant. Des de 1912 exercí com a governador civil d'Orense, Lleó i Càceres. A la mort de Canalejas es va unir a la fracció del comte de Romanones, i desenvolupà una important xarxa clientelar arreu de la província que li va permetre ser elegit diputat pel districte d'Alacant a les eleccions generals espanyoles de 1916, 1918, 1919, 1920 i 1923.
El 1920 fou nomenat Director General de Presons, i durant aquest temps va promoure la construcció de la presó d'Alacant. Durant la Dictadura de Primo de Rivera es va retirar a la seva finca d'Algorfa. El 1930 va intentar reconstituir el Partit Liberal a Alacant i l'Aliança Monàrquica d'Alacant el 1931. El 1934 ingressà al Partit Republicà Radical, però en fou expulsat el gener de 1936 per haver acceptat el nomenament de president de la diputació provincial d'Alacant.